# رکن‌الدین سادات تهرانی
رکن‌الدین سادات تهرانی (متولد ۱۳۱۰) تاجر ایرانی، کارآفرین و استاد دانشگاه (قبل از انقلاب اسلامی) است. او فرزند جلال سادات تهرانی، تاجر موفق ایرانی است و از طریق کار با پدر تمام زیر و بم‌های بازار را آموخته بود. پس از تحصیل در دانشگاه کلمبیا به ایران بازگشت و پس از فعالیت‌های دولتی به عنوان تعهد به دولت، در کنار دیگر فعالیت‌های خانواده در شرکت‌های «پارس تریکو» و «استارلایت»، توانست به موفقیت‌های زیادی در صنایع نساجی و جوراب‌بافی برسد. فعالیت‌های اقتصادی خانوادهٔ سادات تهرانی تا سال ۱۳۵۷ در ایران ادامه یافت تا اینکه در جریان مصادره‌های ابتدای انقلاب، اموال آنها به همراه ۵۲ صاحب سرمایه دیگر مصادره شد. پس از تلاش زیاد برای نشان دادن بی‌دلیل بودن مصادره‌ها، وی ناگزیر ایران را ترک کرد. پس از مصادره به نفع بنیاد مستضعفان، شرکت موفق استارلایت دچار مشکلات بسیاری شد. در سال ۱۳۶۷ نیز، مدیرعامل آن به علت سوءاستفاده بیش از ۲۰ میلیون تومان به خارج از کشور فرار کرد. این مسیر ادامه پیدا کرد و نهایتاً کارخانه‌های سادات تهرانی نیز رو به زوال نهادند و تعطیل و متروک شدند.

## زندگی‌نامه
رکن‌الدین متولد ۱۳۱۰ درس خوانده‌ترین فرزند خانواده بود وی در اکثر دوران مدرسه و دانشگاه از شاگردان ممتاز آن بود. لیسانس اقتصاد را از دانشگاه تهران با نمرات عالی (در سال‌های ۱۳۲۸ تا ۱۳۳۲) گذارند. در همین دوران با پدرش در فعالیت اقتصادی مشارکت داشت و توانست با گرفتن بورس به آمریکا برود. پس از دریافت مدرک فوق‌لیسانس MBA و دکترا از دانشگاه نیویورک فارغ‌التحصیل شد مدتی نیز در دانشگاه نیویورک تدریس کرد. پس از شش سال در سال ۱۳۳۸ به کشور بازگشت. سپس او به علت تعهدی که به دولت به عنوان بورسیه داشت در دبیرخانه شورای اقتصاد با سمت مشاور به کار پرداخت. او به عنوان معاون وزیر اقتصاد (۱۳۴۲ تا ۱۳۴۷) در دوران علینقی عالیخانی انتخاب شد. نقش وی در تسهیل موافقتنامه بازرگانی با شوروی و اروپای شرقی به منظور توسعه صادرات کالاهای صنعتی و اجازه ترانزیت کالا از راه‌آهن اروپا از مسیر شوروی به جلفا و بالعکس، همچنین کمک به ایجاد یک خط کشتیرانی دولتی با همکاری بخش خصوصی بخشی از فعالیت‌های وی در دوران مسوولیتش بود. دولت به رکن‌الدین سادات تهرانی و ۱۷ نفر، به علت خدمات‌شان نشان درجه دو آبادانی و پیشرفت در ۱۷ مرداد ۱۳۴۷ اعطا نمود.
رکن‌الدین از سال ۱۳۴۷ تا آخر ۱۳۵۷ در فعالیت‌های اقتصادی خانواده مشارکت و در دانشگاه تهران به عنوان استاد به تدریس اشتغال داشت. وی نقش مؤثری در گسترش فعالیت صنعتی خانوادگی در ۱۰ سال آخر فعالیت‌شان ایفا کرد. وی علاوه بر سرمایه‌گذاری در شرکت‌های خانوادگی در کارخانه کارتن البرز در قزوین با برخوردار، قاسمیه و امیر صالح در سال ۱۳۵۲ شریک بود.
استارلایت با مدیریت خانوادگی سادات تهرانی توانسته بود محصولات خودش را در پاریس نیز به فروش برساند.

## مصادره اموال
فعالیت‌های خانوادگی خانواده سادات تهرانی تا آخر ۱۳۵۷ ادامه پیدا کرد. اما جریان مصادره‌های ابتدای انقلاب، اموال، منازل و کارخانه‌های خانواده سادات تهرانی، به همراه ۵۲ صاحب سرمایه دیگر مصادره شد. بنا به روایتی حتی مقبره خانوادگی نیز که در مکان مقدسی بود حکم شامل مصادره شد. پس از مصادره به نفع بنیاد مستضعفان، شرکت موفق استارلایت، دچار مشکلات بسیاری زیادی شد و بخشی مهمی از توان خود را از دست داد. در اواسط دهه ۶۰، بر اساس فرمان روح‌الله خمینی مدیریت کارخانه استارلایت به هادی غفاری داده شده‌است. بر این اساس، چهل درصد سهام مصادره شده شرکت استارلایت به بنیاد زیر نظر او، یعنی بنیاد الهادی به‌طور بلاعوض واگذار شد. پس از مدتی ۶۰ درصد دیگر سهام نیز توسط مؤسسه الهادی از سازمان صنایع ملی خریداری گردید. خانهٔ مصادره شده رکن‌الدین سادات تهرانی نیز به علی‌اکبر ولایتی واگذار شد. ولایتی در این مورد می‌گوید: «خانه را ارزیابی کردند ۳۶ میلیون تومان و خانه بنیاد شهید را ارزیابی کردند ۵۱ میلیون تومان. البته این ارزیابی در سال ۷۰–۷۱ انجام شده‌است. ۱۵ میلیون تومان ما باید سر می‌دادیم. مدت طولانی باید ماهی ۷۰۰ هزار تومان می‌دادیم. خانه‌ای که گرفتیم ۱۰۰۰متر بود. ۲۲۴ متر از این خانه را حسینیه کردیم. اخیراً که دیدم این حسینیه احتیاج به توسعه دارد، ۲۰۰ متر دیگرش را هم وقف کردیم. پس، از ۱۰۰۰ متر ۶۰۰ متر برای ما مانده‌است.» سحام نیوز به نقل از کروبی می‌نویسد که آقای ولایتی ملک خود را به بنیاد شهید داد و به‌جای آن ملکی در سعدآباد را خواست. قرار شد مابه‌التفاوت قیمت آن را پرداخت کند. اما پس از معامله گفت من پول کافی ندارم و قرار شد که به‌صورت اقساط این پول را پرداخت کنند. تا اینکه پس از درگذشت روح‌الله خمینی و رهبری علی خامنه‌ای، علی‌اکبر ولایتی «یک روز آمدند و به من گفتند که من بقیه آن پول را با رهبری حساب می‌کنم لذا آقای ولایتی باقی پول را به ما ندادند و اظهار کردند که خودم می‌روم قضیه را با رهبری حل می‌کنم.»